# Gaddtjärnen
Gaddtjärnen är en sjö i Bollnäs kommun i Hälsingland och ingår i Ljusnans huvudavrinningsområde. Sjön är 12,1 meter djup, har en yta på 0,01 kvadratkilometer och är belägen 156 meter över havet.